# Zitwerwurzel
Die Zitwerwurzel, Zitwer oder Weiße Curcuma (Curcuma zedoaria) ist eine Pflanzenart aus der Gattung Curcuma innerhalb der Familie der Ingwergewächse (Zingiberaceae). Die aus Indien stammende Zitwerwurzel wird vor allem in Ostasien als Heilpflanze verwendet.

## Beschreibung

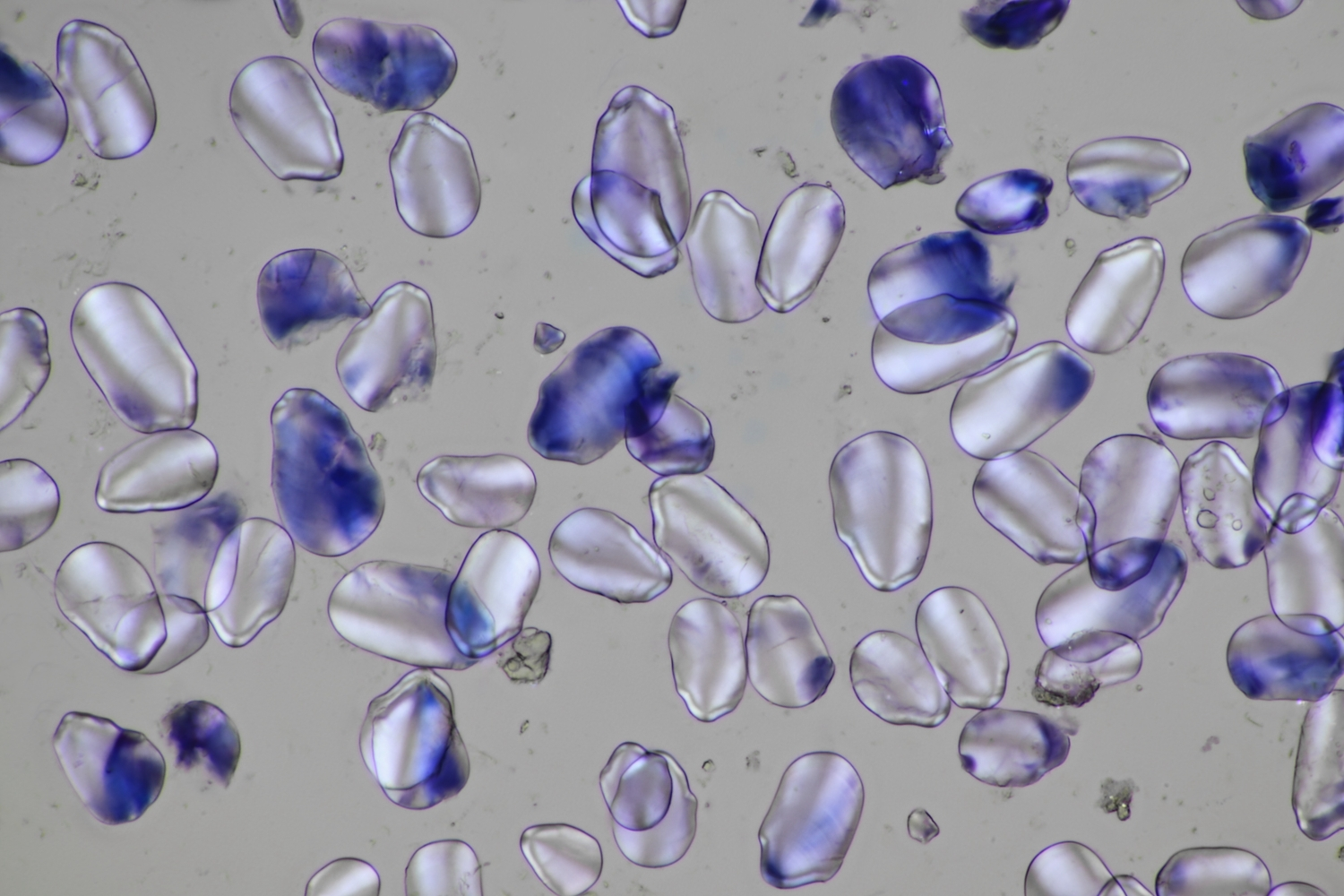
Zitwer, Stärkekörner aus dem Rhizom, gefärbt mit Iod, mikroskopische Aufnahme im polarisierten Licht

### Vegetative Merkmale
Die Zitwerwurzel ist eine ausdauernde krautige Pflanze. Die duftende Pflanze bildet oberirdische Blattsprosse, die Wuchshöhen von bis 1 Meter erreichen. Es werden unterirdische, große und mehrmals verzweigte Rhizome als Überdauerungsorgane gebildet, die Stärke speichern.

### Generative Merkmale
Der Blütenstand trägt rote und grüne Hochblätter und gelbe Blüten.
Die Chromosomenzahl beträgt 2n = 66.

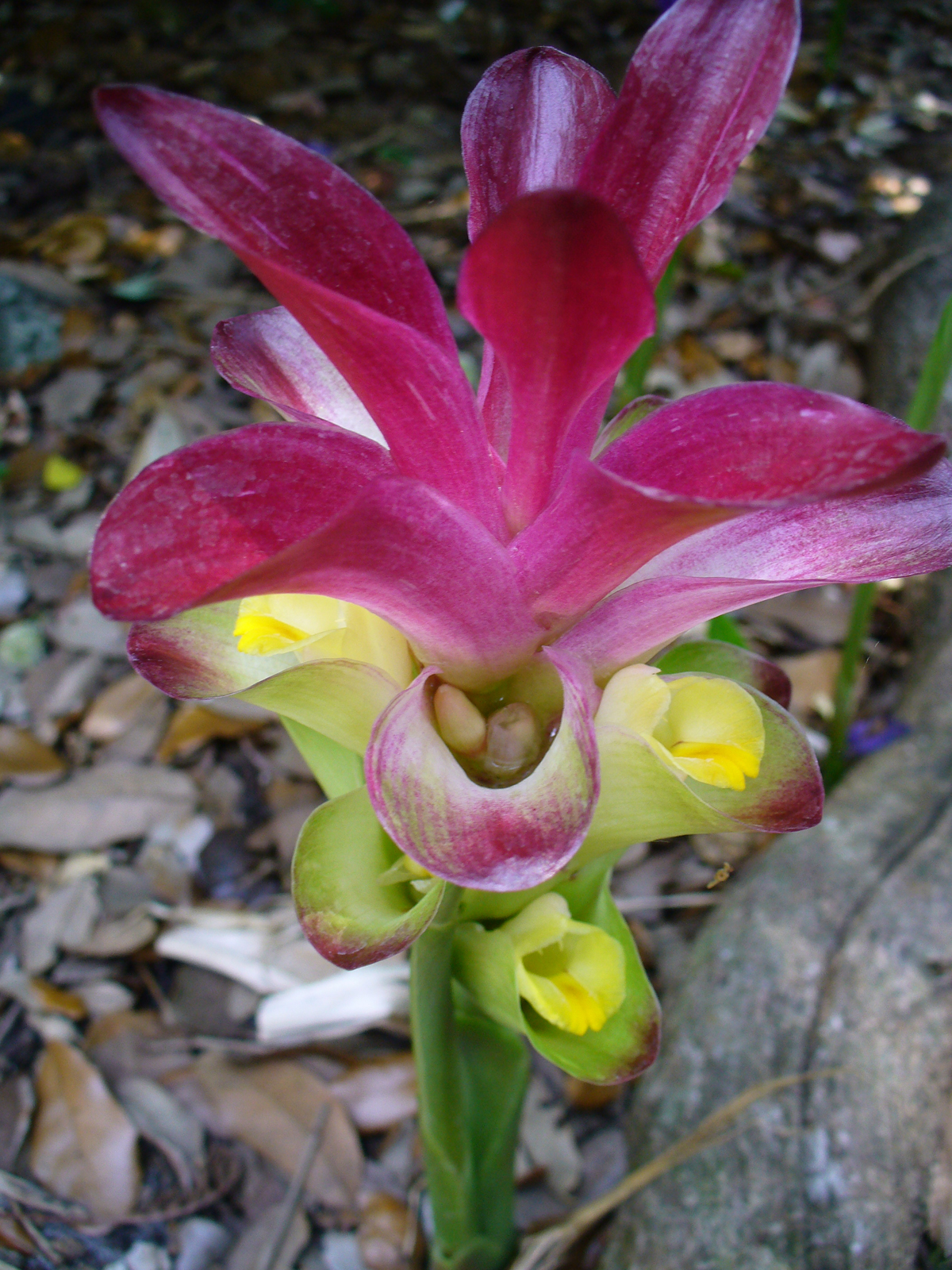
Zitwerwurzel (Curcuma zedoaria)

## Verbreitung
Die Heimat der Zitwerwurzel liegt in Indien; vermutlich stammte sie ursprünglich aus dem nordöstlichen Indien. Ihren Namen Zitwer erhielt sie über portugiesisch und lateinisch zedoaria aus dem Persischen (dschedwār). Sie wächst im feuchten subtropischen bis tropischen Klima. Nach R. Govaerts kommt sie ursprünglich zwischen Assam und dem östlichen Himalaja vor.

## Taxonomie
Die Erstveröffentlichung erfolgte 1779 unter dem Namen (Basionym) Amomum zedoaria durch Gottlieb Friedrich Christmann in Des Ritters Carl von Linné Königlich Schwedischen Leibartzes ec. ec. Vollständiges Pflanzensystem, Band 5, Seite 12 als erstveröffentlicht. Die Neukombination zu Curcuma zedoaria (Christm.) Roscoe  wurde 1807 durch Wiliam Roscoe in Transactions of the Linnean Society of London, Band 8 Seite 354 veröffentlicht. Weitere Synonyme für Curcuma zedoaria (Christm.) Roscoe sind: Amomum latifolium Salisb., Curcuma speciosa Link, Zingiber truncatum Stokes.

## Nutzung
Aus den unterirdischen Pflanzenteilen wird eine Droge gewonnen. Die Droge, „Zedoariae Rhizoma“, besteht aus den getrockneten Rhizom der Zitwerwurzel. Sie ähnelt der Kurkuma sehr und wird als Magen-, Galle- und Lebermittel verwendet. Das essbare Rhizom ist im Inneren weiß und duftet ähnlich wie Ingwer oder Mango; es hat einen sehr bitteren Nachgeschmack.
Die unterirdischen Pflanzenteil werden in China als 莪朮 / 莪术 (é zhú) und in Japan unter dem Namen ガジュツ (gajutsu) als Arznei benutzt; in Deutschland wurde die Zitwerwurzel als Rhizoma Zedoariae 1926 ins DAB 6 als pflanzliches Arzneimittel aufgenommen. Eine Überprüfung durch die Expertenkommission für pflanzliche Arzneimittel des deutschen Bundesinstituts für Arzneimittel und Medizinprodukte kam 1988 zu dem Ergebnis, dass eine Heilwirkung nicht wissenschaftlich ausreichend begründet sei; sie wurde deshalb als Negativmonographie in das DAB 10 ab 1991 nicht mehr aufgenommen. Dagegen ist die ebenfalls zum Pflanzengenus Curcuma L. gehörende Curcuma longa L. und Curcuma xanthorrhiza Roxb. seit 1930 (Erg.B. 5) bzw. 1978 (DAB 8) im Deutschen Arzneibuch enthalten.
Das ätherische Öl wird bei der Parfum- und besonders in der Likörherstellung verwendet. Als Gewürz ist Zitwerwurzel heute jedoch nicht mehr bedeutsam: In Indien wird sie gelegentlich zum Einlegen von würzigen Pickles (Gemüse und Obst) und insbesondere in Indonesien auch für Currypasten verwendet. In Thailand werden die jungen Rhizome als sehr geschmackvolles Gemüse gegessen.
Verwechslungsgefahr: Die als Zitwerblüte bezeichnete Droge stammt nicht von Curcuma zedoaria, sondern vom Wurmsamen (Artemisia cina), einem giftigen russischen Beifußgewächs. Sie wurde früher, etwa in der Volksmedizin, auch als Wurmmittel verwendet (Volksname: Wurmsamen). Aus dieser Droge wird der wurmtötende Stoff Santonin gewonnen und in der evidenzbasierten Medizin als Wurmmittel angewandt. Aufgrund ihrer Giftigkeit sollte sie nur in Fertigpräparaten oder äußerlich angewendet werden. Im Mittelalter wurde der Zitwer„wurzelstock“ auch mit dem sogenannten „Deutschen Zitwer“ (Acorus calamus) verfälscht.

## Trivialnamen
Für die Zitwerwurzel (lateinisch zedoaria und rhizoma zedoariae) bestehen bzw. bestanden auch die weiteren deutschsprachigen Trivialnamen: Cedewen, Citawar (althochdeutsch), Czitwar (mittelniederdeutsch), Czyddewar, Czytwar (mittelniederdeutsch), Czytwer (mittelniederdeutsch), Heydens Sedewer (mittelniederdeutsch), Seduar (mittelniederdeutsch), Seduer (mittelniederdeutsch), Seduwer (mittelniederdeutsch), Zedewar (mittelhochdeutsch), Zedewen (mittelhochdeutsch), Zedewer (mittelhochdeutsch), Zedoarwurzel, Zeduer, Zeitwan (mittelhochdeutsch), Zeyterwurzel (mittelhochdeutsch), Zitber (althochdeutsch), Zistwer (mittelhochdeutsch), Zitvar (althochdeutsch), Zitvarn (althochdeutsch), Zitwar (althochdeutsch), Zittewa (mittelhochdeutsch), Zitewar (mittelhochdeutsch), Zitwan (althochdeutsch), Zittwar (mittelhochdeutsch), Zitingeber (mittelhochdeutsch), Zydwein (mittelhochdeutsch), Zydwen (mittelhochdeutsch) und Zydwyn (mittelhochdeutsch).

## Geschichte

### Historische Abbildungen

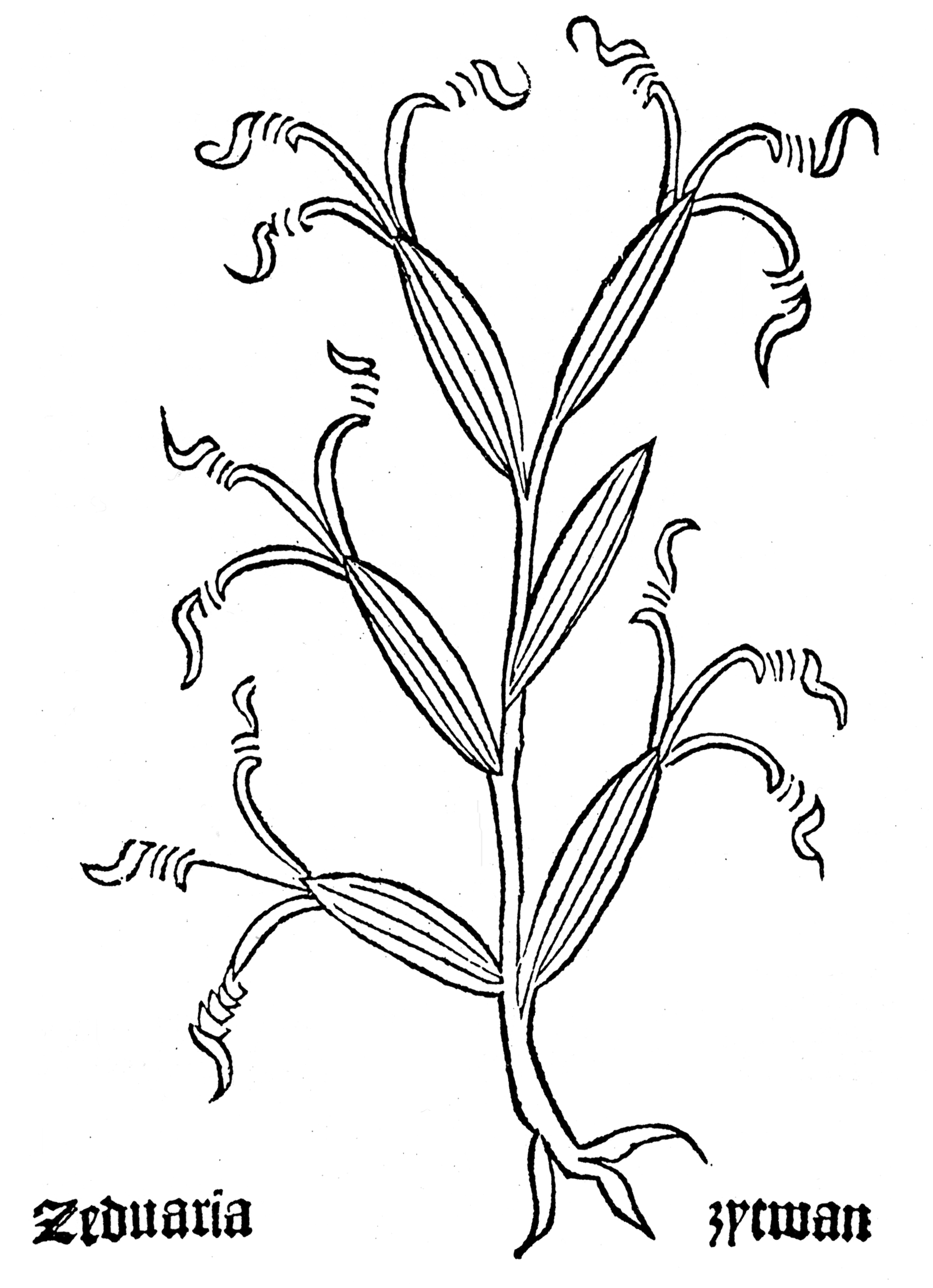
Gart der Gesundheit 1485
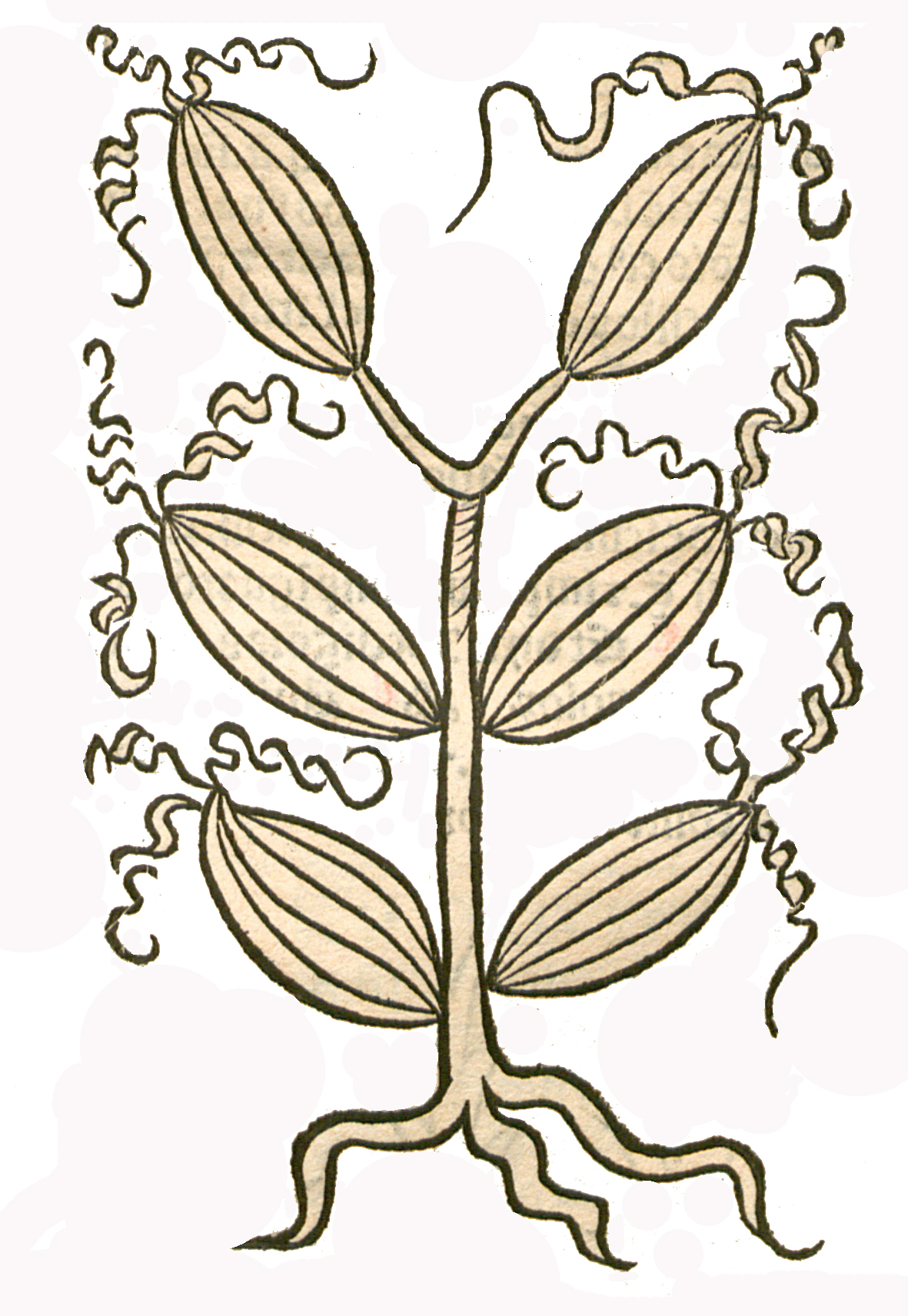
Hortus sanitatis 1491
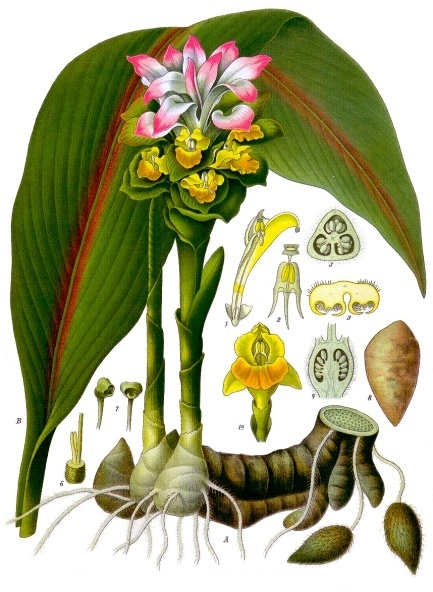
Köhler 1887